# Priroda

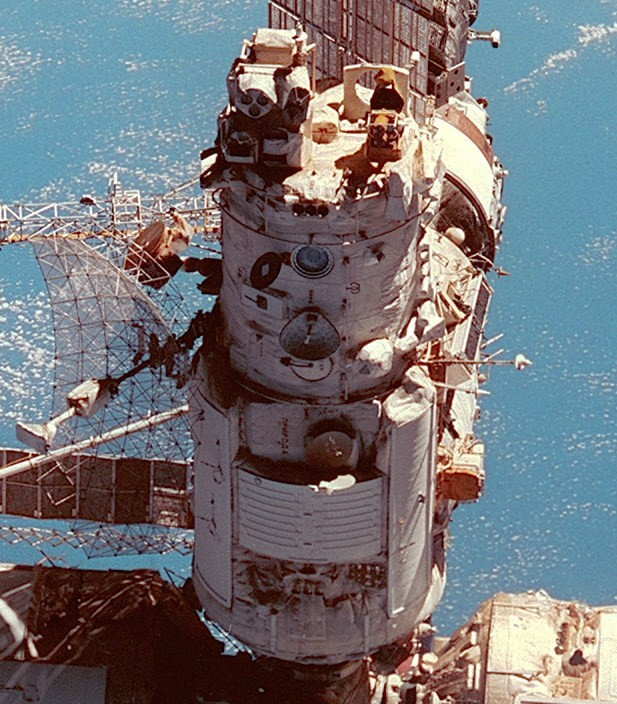
O Priroda montado na Mir, visto da STS-91 Discovery.

Priroda (em russo: Природа, "Natureza") foi o sétimo e módulo final montado na estação espacial Mir. Seu objetivo era realizar experiências com os recursos naturais da Terra através de controle remoto e pesquisar e desenvolver novos métodos de controle remoto.
O módulo tinha dois compartimentos: um, despressurizado, onde se alocavam componentes do sistema de propulsão, material científico e um corrimão para apoio de Atividades extra-veiculares. O outro, pressurizado, servia como local habitável e para carga, com duas seções: uma externa com instrumentos e outra interna para trabalho e moradia. O módulo tinha em sua configuração, experimentos de doze nações diferentes.
Entre seus instrumentos operados por controle remoto, o Priroda possuía um espectrômetro, um digitalizador de alta resolução, um altímetro de oceanos, radiômetros, câmeras fotográficas e radares.
O módulo foi lançado de Baikonur, num foguete Próton, em 23 de abril de 1996, no curso do programa Mir-ônibus espacial, um programa espacial levado a cabo nos anos 1990 pelos Estados Unidos e pela Rússia, visando a um preparativo conjunto e de testes para a construção e operação da futura Estação Espacial Internacional. Ao atingir a órbita terrestre, um disjuntor elétrico apresentou falhas, causando a perda de metade da força do módulo. Em virtude disso, os controladores de voo que o operavam remotamente de Baikonur teriam apenas uma chance de acoplá-lo com a Mir, antes que ele perdesse completamente a potência. Se a primeira tentativa de acoplagem falhasse, não haveria segunda, mas três dias depois ele acoplou sem dificuldades na estação.
Após aportar na base do complexo, ele foi conectado ao resto do sistema elétrico da estação, o que o permitiu começar a operar seus painéis solares de captação de energia. A tripulação da Mir então retirou suas baterias e as colocou numa nave de suprimentos não-tripulada Progress, para serem destruídas na reentrada da nave na atmosfera.
O módulo operou normalmente na estação por cinco anos, sendo destruído quando da reentrada programada da Mir na atmosfera, em 2001, no encerramento das atividades da estação russa.